# Малышев, Валентин Александрович
Валентин Александрович Малышев (1921 год, Черницыно, Кирилловский район, Вологодская область, РСФСР — 2 мая 1945 год) — полный кавалер ордена Славы, старшина разведчик штабной батареи 808-го артиллерийского полка (253-я стрелковая Калинковичская Краснознамённая дивизия, 21-й стрелковый корпус, 3-й гвардейской армии, 1-й Украинский фронт).

## Биография
Валентин Александрович родился в 1921 году в деревне Черницыно (ныне Талицкого сельского поселения Кирилловского района Вологодской области) в крестьянской семье. Закончив 5 классов школы, семья переехала в Нижний Тагил. После школы устроился на работу на завод.
Малышев В. А. был мобилизован в Красную Армию в 1943 году, на фронте с сентября 1943 года.
Орден Славы I степени В. А. Малышев получить не успел, так как 2 мая 1945 года погиб в бою.

## Подвиг
13 июля 1944 года в бою на северо-востоке города Горохов сержант В. А. Малышев первый ворвался в траншею врага и в артиллерийском блиндаже захватил схему боевого порядка немецкой артиллерии, что обеспечило точный огонь по ним, продвижений вперед войск и захвату новых рубежей. За это был награждён орденом Слава III степени.
8 августа 1944 года под миномётным огнём противника, переправился через реку Висла северо-западнее Аннополь в Польше и организовал непрерывную разведку. Благодаря чему обнаружил 3 пулемётные точки, 1 миномётную и 2 артиллерийские батареи, которые огнём полка были подавлены и уничтожены. В ходе боя помог майору Копнину, которого засыпала во время артиллерийского огня. За что был представлен к ордену Красному Знамени, но был награждён 24 сентября 1944 года орденом Славы II степени.
17 января 1945 года при отражении атаки противника, уничтожил 6 немецких солдат и взял в плен 4 солдат и 1 офицер. 13 февраля 1945 года корректировал огонь батареи, которая подавила своим огнём 4 противотанковые орудия. 15 февраля 1945 года уничтожил 5 немецких солдат. 21 февраля 1945 года захватил схему обороны в районе города Бендзин. В ходе боёв 22-27 февраля 1945 года за город Губин обнаружил четыре батареи противника, которые были подавлены, а две уничтожены огнём батареи. За что был представлен к ордену Красного знамени, но был награждён орденом Слава I степени 27.06.1945 года.

## Память
Имя В. А. Малышева увековечено на родине героя, на стеле Славы в Вологде.

## Награды
За боевые подвиги Валентин Александрович был награждён:
- 17.02.1944 — медаль «За отвагу»;
- 24.07.1944 — орден Славы III степени (орден № 135944);
- 24.09.1944 — орден Славы II степени (орден № 6044);
- 27.06.1945 — орден Славы I степени.